# Діодот I
Діодот I Сотер (грец. Διόδοτος Α' ὁ Σωτήρ; *бл. 285 до н. е. — †бл. 239 до н. е.) — 1-й цар Греко-Бактрійської держави у 250 до н. е.—239 до н. е..

## Життєпис
Про походження Діодота відсутні відомості. Ймовірно перебував деякий час в Бактрії, де служив під орудою Антіоха II, коли той ще був сатрапом Бактрії та Согдіани в часи володарювання Антіоха I Селевкіда.
Близько 256 або 255 року до н. е. Діодот вже царем Антіохом II призначається сатрапом Бактрії. Невдовзі приєднується до повстання азійських сатрапів на чолі з Андрагором, сатрапом Парфії, що намагався відокремитися. Діодот діяв разом з Андрогором, став самостійним, але деякий час не оголошував себе царем
Діодот в монетному карбуванні спочатку оголосив своє відкладення заміною типу зворотного боку на золотих і срібних монетах, але зберіг при цьому в легенді ім'я Антіоха II і його титул. вважається, що час цього карбування Діодота належить до 255—250 років до н. е. Наступний крок Діодота вже означав його остаточний розрив навіть з номінальною залежністю від Селевкідів — розташування на монетах свого імені і прийняття царського титулу. Цей акт, ймовірно, пов'язаний зі смертю Антіоха II в 247 році до н. е. Втім ще до того, після поразки Андрагора у війні з Аршаком, очільником парф'ян, у 250 році до н. е. Діодот I оголосив себе царем.
З 245 року до н. е. Діодот I в союзі з Селевком II, правителем Держави Селевкідів, починає війну проти Парфянської держави. Аршаку I, атакованому і з заходу, і зі сходу, було завдано поразки. В результаті Діодот I отримав від Селевкіда визнання права на царську гідність та пошлюбив доньку Антіоха II. Згодом отримує від грецької знаті епітет Сотер, тобто «Рятівник». Також, із коммеморативних монет греко-бактрійського базилевса Агафокла, відомий інший його епітет — Теос, тобто «Бог». Виходячи з цього епітета дослідники вважають, що Діодота було обожнено у часи правління династії Євтидемідів.
Помер близько 239 року до н. е. (за іншою версією бл. 235 року до н. е.) Владу успадкував його син Діодот II.

## Родина
Дружина —  донька Антіоха II Теоса
Діти:
- Діодот (д/н-225 до н. е.), цар Греко-Бактрії у 239—225 роках до н. е.
- донька, дружина Євтидема I, царя Греко-Бактрії